# Qualitative Daten
Unter dem Begriff qualitative Daten oder auch qualitatives Datenmaterial wird in der empirischen Forschung nicht-numerisches Material verstanden; entsprechende Methoden gibt es in der Sozialwissenschaft seit den 1990er Jahren. Im Gegensatz zu numerischen (quantitativen) Daten, welche in Form von Zahlen vorliegen, handelt es sich bei nicht-numerischen Daten um Material, das textuell, verbal, visuell oder in ähnlicher Form gegeben sein oder erhoben werden kann.

## Datenmaterial
Wie oben beschrieben, können qualitative und quantitative Daten durch ihr Erscheinungsbild getrennt werden. Doch geht mit dieser Trennung kein Gegensatz einher. Im Gegenteil kann eine sinnvolle Kombination qualitativer und quantitativer Daten und Methoden (bspw. Mixed-Methods-Ansätze, Triangulation, Grounded Theory) Forschungsprozesse bereichern.
Einen detaillierteren Überblick zu den Formen qualitativer Datenmaterialien bieten die folgenden Beispiele in. Die Abgrenzung ist beispielhaft zu verstehen, da sich viele Datenformate überlappen.
| Form     | Vorliegendes Material | Vorliegendes Material | Vorliegendes Material |
| -------- | --------------------- | --------------------- | --------------------- |
| Textuell | Zeitungsartikel       | Tagebücher            | Produktschriftzüge    |
| Verbal   | Audioaufnahmen        | Transkripte           | Gesprächsprotokolle   |
| Medial   | Chatrooms             | Blogs                 | Websites              |
| Visuell  | Filmaufnahmen         | Fotografien           | Bildsequenzen         |
| Weiteres | Zeichnungen           | SketchNotes           | …                     |

## Datenerhebung und Datengenerierung
Datenerhebung und Datengenerierung sind zu trennen, da Daten einerseits erhoben und andererseits generiert werden können.
Weiter beschreibt die Trennung einen weiter gefassten und einen enger gefassten Begriff. Das Generieren von Daten (enger) bezieht sich auf das aktive Herstellen von Daten – beispielsweise durch ein Interview.
Hingegen beschreibt die Erhebung von Daten (breiter) einerseits das Auswählen von existierenden Daten "aus bereits vorhandenem Material” - beispielsweise ein abgedruckter Zeitungsartikel - und andererseits die Erweiterung der vorhandenen Daten durch weitere Herstellung im Forschungsprozess” - beispielsweise das Transkribieren von Interviews.
Einen Überblick über qualitative Verfahren zur Erhebung von Daten bietet die folgende Tabelle.
| Erhebungsverfahren            | Beschreibung |
| ----------------------------- | --- |
| Qualitative Beobachtung       | Ethnografische Feldbeobachtungen nutzen offene Beobachtungsprotokolle bzw. Feldnotizen sowie Fotos und Videoaufzeichnungen, die durch die Forschenden erstellt wurden.                                                                   |
| Qualitatives Interview        | Bei unstrukturierten oder halbstrukturierten Interviews werden Interviewtranskripte produziert, in denen die Äußerungen von Interviewenden und Befragungspersonen wortwörtlich enthalten sind.                                           |
| Qualitativer Fragebogen       | Bei diesem Verfahren werden Freitextantworten und Aufsätze von den Untersuchungsteilnehmenden geschrieben. |
| Qualitative Dokumentenanalyse | Qualitative Dokumentenanalysen nutzen vorhandene Text-, Ton-, Bild- und Videodokumente oder sonstige Artefakte: z. B. Zeitungsartikel, TV-Sendungen, Beiträge aus Online-Foren, Hausordnungen, Briefe, Fotoalben oder Kinderzeichnungen. |

### Verbale Daten
Aus Sicht einer Forschungskultur kann ein Unterschied zwischen den USA und Deutschland ausgemacht werden. In den USA wurde über einen längeren Zeitraum die Beobachtung als Methode der Datenerhebung favorisiert. Dagegen stand in Deutschland das offene Interview im Mittelpunkt. Nichtsdestotrotz sind die Schwerpunkte in den letzten Jahren aufgeweicht und andere Interviewtypen (wie das Leitfaden-Interview) sind in den Fokus gerückt. Zusammenfassend sind Interviews, Erzählungen und Gruppenverfahren zentral für das Generieren und Erheben von Daten.

#### Interviews als Zugang nach Flick
Interviews beschreiben Befragungen, die durch Fragensteller (genannt Interviewer) mit dem Ziel ausgeführt werden, persönliches oder sachbezogenes von Forschungsteilnehmern zu erfahren.
Es kann kaum von „dem“ qualitativen Interview schlechthin gesprochen werden. Die Zahl und Unterschiedlichkeit der Typen und Verfahren ist dafür zu breit und tief. Zudem kann selbst unterschiedliche Fachliteratur zu verschiedenen Begriffen für eine Form von Interview kommen.
Daher wird - aus einer vielfältigen Anzahl qualitativer Interviews - das Fokussierte, Halbstandardisierte, Problemzentrierte und Ethnographische Interview nach der Zusammenstellung durch Flick (2016) vorgestellt. Die kritische Bewertung des einseitigen Zugangs ist den Lesern überlassen.
Wobei über den Zugang des Interviews hinaus auch Erzählungen und Gruppenverfahren für das Generieren und Erheben qualitativer Daten genutzt werden können.

##### Fokussiertes Interview
Das fokussierte Interview ist für die Analyse einheitlicher medialer Reize (Film, Radiosendung, Tonaufnahme usf.) entwickelt worden. Durch den einheitlichen Stimulus bzw. Anreiz zum Gespräch und das darauf folgende Interview soll ein Vergleich zwischen „objektiven“ (Tatsachen) und „subjektiven“ (Interpretation) Bestandteilen möglich werden.
Um die Qualität des fokussierten Interviews sicherzustellen, sind folgende Bestandteile vorgesehen:
1. Nichtbeeinflussung der Interviewpartner,
2. Spezifität der Sichtweise und Situationsdefinition aus deren Sicht,
3. Erfassung eines breiten Spektrums der Bedeutung des Stimulus und
4. Tiefgründigkeit und personaler Bezugsrahmen aufseiten der Befragten.

##### Halbstandardisiertes Interview
Das halbstandardisierte Interview kann für die Rekonstruktion subjektiver Theorien eingesetzt werden. Umschrieben wird mit dem Begriff der subjektiven Theorie der Zusammenhang von frei äußerbaren Antworten auf offene Fragen (explizite Wissensbestände) und eher im Verborgenen liegenden Auffassungen (implizite Annahmen) zu einem Untersuchungsgegenstand. Dabei meint Gegenstand keineswegs nur Dinge, sondern bspw. auch Vertrauen in Beziehungen.
Über die Befragung mittels eines Leitfadens wird bei einem zweiten Termin die Struktur der Antworten festgelegt und deren Inhalt validiert. Dieses Vorgehen wird als Validierung mittels der Struktur-Lege-Technik bezeichnet.

##### Problemzentriertes Interview
Das problemzentrierte Interview wird zumeist dann genutzt, wenn biographische Daten mit Bezug zu einem konkreten Problem erhoben werden sollen. Ähnlich wie das fokussierte Interview gibt es bestimmte Bestandteile, die dieses Format des Interviews kennzeichnen:
1. Problem - eine für die Gesellschaft oder die Person relevante Problemstellung wird durch die Forscher fokussiert,
2. Gegenstand - die Datenerhebung und Datengenerierung sollte am Gegenstand des Interesses orientiert entwickeln und verändern,
3. Prozess - der Dialog zwischen Personen soll durch tiefer führende Nachfragen das Verstehen des Problems ermöglichen

Als Ziel setzt sich das problemzentrierte Interview das „möglichst unvoreingenommene Erfassen individueller Handlungen, subjektiver Haltungen, sowie Verarbeitungsweisen gesellschaftlicher Realität“.

### Vergleich der Verfahren zur Erhebung verbaler Daten
Detaillierter können die Verfahren zur Erhebung auch untereinander verglichen werden. Im Folgenden findet sich eine Übersicht der oben vorgestellten Möglichkeiten und Grenzen der Erhebung qualitativer Daten.
|                                                                 | Interview                                                                                               | Interview                                                                                              | Interview                                                                       | Interview                                                              | Interview                                                                | Erzählungen                                                                           | Erzählungen | Gruppenverfahren                                                                               | Gruppenverfahren                                                                  | Gruppenverfahren                                                                                   |
| --------------------------------------------------------------- | --- | --- | ------------------------------------------------------------------------------- | ---------------------------------------------------------------------- | ------------------------------------------------------------------------ | ------------------------------------------------------------------------------------- | --- | ---------------------------------------------------------------------------------------------- | --------------------------------------------------------------------------------- | -------------------------------------------------------------------------------------------------- |
| Verfahren ↦                                                     | Fokussiert                                                                                              | Halbstandardisiert                                                                                     | Problemzentriert                                                                | Experte                                                                | Ethnographisch                                                           | Narrativ                                                                              | Episodisch | Focus-Groups                                                                                   | Gruppendiskussion                                                                 | Gemeinsames Erzählen                                                                               |
| Kriterien ↧                                                     | Fokussiert                                                                                              | Halbstandardisiert                                                                                     | Problemzentriert                                                                | Experte                                                                | Ethnographisch                                                           | Narrativ                                                                              | Episodisch | Focus-Groups                                                                                   | Gruppendiskussion                                                                 | Gemeinsames Erzählen                                                                               |
| Offenheit für die subjektive Sicht des Interviewpartners durch: | • Kein Einfluss durch unstrukturierte Fragen                                                            | • Offene Fragen                                                                                        | • Gegenstands- und prozessorientiert • Raum für Erzählungen                     | • Begrenzt, da Interesse nur an Expertenwissen                         | • Beschreibende Fragen                                                   | • Kein Einfluss auf einmal begonnener Erzählungen                                     | • Erzählung bedeutsamer Erfahrungen • Auswahl durch Interviewpartner                                                 | • Rücksicht auf Kontext der Gruppe                                                             | • Non-direktive Diskussionsleitung • Wenig kontrollierendes Diskussionsklima      | • Verzicht auf Erzählstimulus und methodische Interventionen                                       |
| Strukturierung (z. B. Vertiefung) des Gegenstandes durch:       | • Vorgabe von Stimulus • strukturierte Fragen • Gefühle im Fokus                                        | • Fragen auf Hypothesen gerichtet • Fragen auf Konfrontation gerichtet                                 | • Leitfaden als Grundlage für Wendungen • Abbruch unergiebiger Darstellungen    | • Leitfaden als Instrument für Strukturierung                          | • Strukturelle Fragen • Kontrastive Fragen                               | • Aufforderung zum Erzählen • narrative Nachfrage • Bilanzierung                      | • Verbindung von Erzählung und Argumentation • Vorgabe konkreter Situationen, die erzählt werden sollen              | • Leitfaden zur Steuerung                                                                      | • Dynamik, die sich in der Gruppe entwickelt • Steuerung durch Leitfaden          | • Dynamik der gemeinsamen Erzählung • Kontroll-Liste für Sozialdaten • Protokoll der Beobachtungen |
| Beitrag zur allgemeinen Entwicklung der Methode des Interviews  | • Vier Kriterien für die Gestaltung von Interviews • Analyse des Gegenstands als zweite Sorte von Daten | • Inhalte durch Struktur-Lege-Technik strukturiert • Vorschläge zur Verdeutlichung unbewussten Wissens | • Kurzer Fragebogen • Postskript                                                | • Fokus Steuerung: Beschränkung des Interviews auf Experten            | • Fokus Erhebung: Problem beim Generieren von Situationen für Interviews | • Struktur des Interviews an Anfang und Ende • Ausloten des Instruments der Erzählung | • Systematische Verbindung von Erzählung und Argumentation als Sorten von Daten • Gezielte Aufforderung zum Erzählen | • Simulation, wie Diskurse und soziale Repräsentationen in ihrer Unterschiedlichkeit entstehen | • Alternative zur Befragung einzelner Personen durch Gruppendynamik               | • Verbindung von Erzählung und Analysen der Interaktion • Betonung der Konstruktion im Erzählen    |
| Anwendungsbereich                                               | • Analyse subjektiver Bedeutungen                                                                       | • Subjektive Theorien rekonstruieren                                                                   | • Probleme relevant für Gesellschaft oder Biographie                            | • Wissen von Experten in Institutionen                                 | • Im Rahmen von Feldforschung in offenen Feldern                         | • Verläufe von Biographien                                                            | • Wandel, Routinen und Situationen im Alltag                                                                         | • Marketing, Medien und Evaluation                                                             | • Forschung zu Meinungen und Einstellungen                                        | • Forschung zu Familien                                                                            |
| Probleme bei der Durchführung                                   | • Dilemma der Vereinbarkeit der Kriterien                                                               | • Umfangreiche methodische Vorgaben • Probleme bei Auswertung                                          | • Wechsel von Erzählung zu Frage-Antwort-Schema unsystematisch                  | • Fokus auf Rolle der Experten, weniger Person • Blockade bei Experten | • Vermittlung zwischen freundlicher Unterhaltung und formalem Interview  | • einseitiges Interview • Probleme der Erzähler • Problematik der Zugzwänge           | • Verdeutlichen des Prinzips • Handhabung des Leitfadens                                                             | • Sampling von Gruppen und Teilnehmern                                                         | • Vermittlung zwischen schweigenden und redenden Personen • Ablauf kaum planbarer | • Verzicht auf systematische Fokussierung der Erzählungen                                          |
| Grenzen der Methode                                             | • Annahme, objektive Merkmale des Gegenstands zu kennen, ist fraglich • kaum Einsatz in Reinform        | • Vorgabe einer Struktur • Methode an Gegenstand und Interviewpartner anzupassen ist notwendig         | • Orientiert an Problem • Verbindung der Elemente des Interviews unsystematisch | • Begrenzung der Auswertung auf Experteninterviews                     | • Sinnvoll in Kombination mit Beobachtung und Feldforschung              | • Analogie von Erfahrung und Erzählung wird unterstellt • Reduktion auf Erzählbares   | • Beschränkung auf Alltagswissen                                                                                     | • Erfassen der Daten • Identifikation einzelner und paralleler Sprecher                        | • Hoher organisatorischer Aufwand • Probleme der Vergleichbarkeit                 | • Verzicht auf Steuerung • Kaum als alleinige Methode eigenständig • Umfang der Fallanalyse        |
| Weiterführende Literatur                                        | Merton & Kendall 1979                                                                                   | Scheele & Groeben 1988                                                                                 | Ruff 1998; Witzel 1985                                                          | Bogner, Littig & Menz 2002                                             | Heyl 2001; Spradley 1979                                                 | Küsters 2009; Schütze 1983; Hermanns 1995                                             | Flick 1996 Flick 2011                                                                                                | Barbour 2007; Lunt & Livingstone 1996                                                          | Bohnsack 2015; Loos & Schäffer 2001                                               | Hildebrand & Jahn 1988                                                                             |

### Interviews als gute Praxis
Um brauchbares qualitatives Datenmaterial zu erzeugen, braucht es eine gute Praxis. Nachfolgend werden Fragen zur Reflexion vor der Erhebung mit Hilfe von Interviews vorgestellt.
| Checkliste zur Auswahl eines Interviewtyps und zur Bewertung seiner Anwendung | Checkliste zur Auswahl eines Interviewtyps und zur Bewertung seiner Anwendung |
| ----------------------------------------------------------------------------- | --- |
| 1. Fragestellung                                                              | • Kann der Interviewtyp die wesentlichen Aspekte der Fragestellung erfassen? • Kann die Anwendung des Interviewtyps die wesentlichen Aspekte der Fragestellung erfassen? |
| 2. Interviewtyp                                                               | • Wird ein Springen zwischen Interview-Typen und Stimuli in der Fragestellung begründet? • Wird ein Springen zwischen Interview-Typen und Stimuli im Theorieteil begründet? |
| 3. Interviewer                                                                | • Können Interviewer den Interviewtyp anwenden? • Welche Rolle spielen die eigenen Ängste, Unsicherheiten und Erwartungen in der Situation? |
| 4. Befragter                                                                  | • Ist der Interviewtyp für die Zielgruppe der Anwendung geeignet? • Wie können Ängste, Unsicherheiten und Erwartungen von Interviewpartnern berücksichtigt werden? |
| 5. Spielraum für Befragte                                                     | • Können die Befragten ihre Sichtweisen im Rahmen der Fragen präsentieren? • Können die Befragten ihre Sichtweisen auch gegen den Rahmen der Fragen durchsetzen? |
| 6. Interaktionsverlauf                                                        | • Haben die Interviewer den Interviewtyp realisiert?• Haben die Interviewer den Befragten genügend Spielraum gelassen? • Sind Interviewer mit ihrer Rolle zurecht gekommen? Warum ja oder nein? • War für die Befragten ihre Rolle klar definiert? • War für die Befragten die Rolle der Interviewer klar definiert? • War für die Befragten die Situation klar definiert? • Konnten die Befragten ihren Rollen entsprechen? Warum ja oder nein? |
| 7. Auswertungsziel                                                            | • Sind eingegrenzte Antworten das Ziel der Auswertung?• Sind eindeutige Antworten das Ziel der Auswertung? • Sind komplexe Antworten das Ziel der Auswertung? • Sind vielschichtige Muster das Ziel der Auswertung? • Sind Kontexte das Ziel der Auswertung? • Was sind weitere Ziele der Auswertung? |
| 8. Anspruch auf Verallgemeinerung                                             | • Auf welcher Ebene sollen Aussagen gemacht werden? |
| Verallgemeinererung                                                           | • Über den Einzelfall (bspw. über die befragte Person und ihre Biographie)• Bezogen auf Gruppen (bspw. über eine Berufsgruppe) • Allgemein gültige Aussagen? |

## Dateninterpretation
Über die Erhebung von Daten hinaus können auch die zahlreichen Analyseverfahren unterschieden werden.
Eine Unterteilung und Auswahl wird in nachfolgender Übersicht vorgenommen, indem zwischen spezialisierten und allgemeinen Verfahren zur Datenanalyse unterschieden wird.
| Klassifikation | Qualitative Datenanalyseverfahren (Auswahl)  |
| --- | -------------------------------------------- |
| Spezialisierte Verfahren, die auf bestimmte Arten von qualitativem Datenmaterial und/oder bestimmte inhaltliche Fragestellungen zugeschnitten sind            | 1. Qualitative Analyse von Kinderzeichnungen |
| Spezialisierte Verfahren, die auf bestimmte Arten von qualitativem Datenmaterial und/oder bestimmte inhaltliche Fragestellungen zugeschnitten sind            | 2. Metaphernanalyse                          |
| Spezialisierte Verfahren, die auf bestimmte Arten von qualitativem Datenmaterial und/oder bestimmte inhaltliche Fragestellungen zugeschnitten sind            | 3. Narrative Analyse                         |
| Spezialisierte Verfahren, die auf bestimmte Arten von qualitativem Datenmaterial und/oder bestimmte inhaltliche Fragestellungen zugeschnitten sind            | 4. Interpretative Phänomenologische Analyse  |
| Spezialisierte Verfahren, die auf bestimmte Arten von qualitativem Datenmaterial und/oder bestimmte inhaltliche Fragestellungen zugeschnitten sind            | 5. Konversationsanalyse                      |
| Spezialisierte Verfahren, die auf bestimmte Arten von qualitativem Datenmaterial und/oder bestimmte inhaltliche Fragestellungen zugeschnitten sind            | 6. Kritische Diskursanalyse                  |
| Spezialisierte Verfahren, die auf bestimmte Arten von qualitativem Datenmaterial und/oder bestimmte inhaltliche Fragestellungen zugeschnitten sind            | 7. Qualitative Analyse von Videomaterial     |
| Spezialisierte Verfahren, die auf bestimmte Arten von qualitativem Datenmaterial und/oder bestimmte inhaltliche Fragestellungen zugeschnitten sind            | 8. Tiefenhermeneutik                         |
| Allgemeine Verfahren, die relativ breit für unterschiedliches qualitatives Datenmaterial und für unterschiedliche inhaltliche Fragestellungen einsetzbar sind | 9. Objektive Hermeneutik                     |
| Allgemeine Verfahren, die relativ breit für unterschiedliches qualitatives Datenmaterial und für unterschiedliche inhaltliche Fragestellungen einsetzbar sind | 10. Qualitative Inhaltsanalyse               |
| Allgemeine Verfahren, die relativ breit für unterschiedliches qualitatives Datenmaterial und für unterschiedliche inhaltliche Fragestellungen einsetzbar sind | 11. Dokumentarische Methode                  |
| Allgemeine Verfahren, die relativ breit für unterschiedliches qualitatives Datenmaterial und für unterschiedliche inhaltliche Fragestellungen einsetzbar sind | 12. Grounded-Theory-Methodologie             |

## Weiterführende Literatur, Software, Links, Podcasts und Videos

### Software
- QDA-Software

### Videos
- Datenauswertung mit der Grounded Theory Methodologie

### Podcasts
- Grounded Theory